# San Glaser
San Glaser, bürgerlich Alexandra Angelin Buurke, (* 7. Januar 1968 in Hoogezand-Sappemeer, Holland) ist eine Jazz-, Soul- und Pop-Sängerin. Die Tochter holländisch-indonesischer Eltern lebt und arbeitet in Hamburg.

## Leben
Glaser wuchs bei ihrer alleinerziehenden Mutter auf. Den Vater lernte das Mädchen zunächst lange Jahre nicht kennen. Im Alter von vier Jahren lernte sie Blockflöte, mit neun Jahren erhielt sie Unterricht an der elektronischen Orgel.
Im Alter von 15 Jahren kam es unerwartet zur ersten Begegnung mit ihrem Vater Maurits Hitijahubessy, einem indonesischen Jazzmusiker und Gitarristen. Er unterstützte und förderte Glasers eigene Ambitionen und organisierte ihre ersten Solo-Auftritte.
Glaser meldete sich am niederländischen Musikkonservatorium an und studierte nach bestandener Aufnahmeprüfung Gesangspädagogik, Piano-Harmonik und Jazzgesang. Begleitend zum Studium absolvierte sie Auftritte als Sängerin in diversen Clubs.
Nachdem Glaser immer häufiger Anfragen für Engagements erhalten hatte, beendete sie ihr Studium vorzeitig und war danach als Sängerin bei verschiedenen Musikprojekten tätig. Das Spektrum umfasste dabei die gesamte Bandbreite vom kleinen Jazz-Trio bis hin zu Big-Band-Auftritten. Außerdem war sie langjährige Backgroundsängerin von Stefan Gwildis, Orange Blue und Partnerin von Cappuccino und der Jazzkantine.
2010 heiratet San ihren langjährigen Lebensgefährten und Band-Urgestein Arnd Geise.

## Solokarriere
Im November 2005 erschien mit Never In Vain das im Jazz / Pop-Stil gehaltene Solodebüt der Künstlerin und erntete positive Kritiken. Sie gründete die San Glaser Band, zusammen mit Tobias Neumann (Piano), David Neumann (Gitarre), Arnd Geise (Bass) und Oliver Spanuth (Schlagzeug). Neben dieser Stammbesetzung ergänzen Gastmusiker die Band bei Konzerten. In Zusammenarbeit mit der New Yorker Soulsängerin KJ Denhert entstanden einige Lieder für das Album.
2009 folgte mit New Road das zweite Album. New Road stand mehrere Wochen auf Platz 1 der iTunes Jazz Charts und erhielt wie zuvor „Never In Vain“ bundesweite Anerkennung der Musikkritiker. Die neu gegründete Konzertreihe „Mad About Jazz“ engagierte San Glaser und Band ab Juni 2009 für vier Auftritte in Berlin, Hamburg, München und Wien.
2011 trennt sie sich von ihrer bisherigen Plattenfirma Flash Records, und bringt 2012 mit Dutchland Music ein eigenes Label an den Start.
Im September 2014 folgte nun das 3. Album Beautiful Stranger. Zeit für Veränderungen. San Glaser hat auf ihrem neuen Album, ihr musikalisches Spektrum mutig und gleichermaßen geschmackvoll erweitert.
„Am Ende ist und bleibt es natürlich Jazz. Allerdings Jazz mit neuen Freunden. Ich nehme mir einfach die Freiheit heraus, hin und wieder Ecken und Kanten einzustreuen.“sagte San Glaser. Mit neuen Freunden meint sie Singer / Songwriter und Folk Nuancen. Eine Entwicklung, die Beautiful Stranger lebendig und aufregend klingen lässt.
Ihre Liveband umfasst momentan Arnd Geise (Bass), Anne de Wolff (Geige/Bratsche, Percussions und mehr), Tobias Held (Schlagzeug) sowie Ulrich Rode (Gitarre).

## Einflüsse
San Glaser präsentiert bei ihren Auftritten mit der San Glaser Band selbst komponierte und getextete Songs. Auf den beiden bisher erschienenen Alben finden sich aber auch Cover von Diana Ross („Theme From Mahogany“) und dem Culture Club („Do You Really Want To Hurt Me“).

## Kritiken
- „Ihre Lieder lassen nicht frösteln durch zu viel sterile Technik oder aufgesetzte Coolness, sondern laden ein zum Verweilen an einem wärmenden Song-Kaminfeuer. ‚Never In Vain‘ ist eine deutsche Produktion, die sich dank ihrer Klasse nicht hinter vergleichbaren angelsächsischen oder amerikanischen Veröffentlichungen verstecken muss.“ (laut.de über „Never In Vain“)
- „Ob erwartungsvoll nach Abenteuern Ausschau haltend in der Blues-Seitengasse, heiter tanzend in der Swing-Street oder auf dem Soul-Floor: Die ‚New Road‘ ist musikalisch wie textlich randvoll mit liebenswerten, kleinen Lebensgeschichten, stilsicher umgesetzt und mit spürbarer Liebe zu handgemachter Musik. So überzeugt die Künstlerin erneut auf außergewöhnlich hohem Niveau - San Glaser-Standard eben.“ (laut.de über „New Road“)
- „Keine Scheu hat sie vor Vergleichen - im Gegenteil, nennt sie doch gleich eine ganze Anzahl herausragender und prägender Stil-Ikonen zu ihren Vorbildern, darunter Chet Baker, Fiona Apple, Miles Davis, Frank Sinatra oder Norah Jones. Die Sängerin selbst mag mit ihrer persönlichen Klasse übrigens auch anderen als Vorbild dienen.“ (aus der laut.de-Künstlerbiographie)

## Diskografie
- 2005: Never in Vain (Flash Records)
- 2009: New Road (Flash Records)
- 2014: How (Dutchland Music, Single)
- 2014: Beautiful Stranger (Dutchland Music)
- 2018: The Great Grand Hotel (Dutchland Music)
- 2023: The Other Side Of The San (Dutchland Music)